# River Carron (vattendrag i Storbritannien, Skottland, Highland, lat 57,88, long -4,35)
River Carron är ett vattendrag i Storbritannien.   Det ligger i kommunen Highland och riksdelen Skottland, i den norra delen av landet, 800 km norr om huvudstaden London.